# HOPE (MAJOR MUSICの曲)
『H♥PE』（ホープ）は、2011年12月14日にリリースされたMAJOR MUSICのシングル。

## 概要
SEEDA、KREVA、MAJOR MUSICのHirOshimaの3人が中心となって企画されたチャリティー・シングルである。2011年3月11日に発生した東日本大震災の被災地の復興を支援を目的として制作された。当楽曲の参加アーティスト及び原盤会社である有限会社エレメンツの全印税収益（著作権、原盤、出版）の全額は、東日本大震災で被災者と被災地の復興のための支援として日本赤十字社を通じて継続的に寄付された。H♡PE PROJECTとして発売後も毎年復興支援を行った。

## 背景
ニューヨーク在住で活動しているMAJOR MUSICのメンバーである音楽プロデューサー・HirOshimaは報道で東日本大震災の甚大な被害状況を知り、ひとつのトラックを制作。それを手にし地震発生の2日後である3月13日に来日した。宮城県石巻市に住んでいたHirOshimaの従兄弟の家は津波で流されてしまい、このような背景もありいてもたってもいられず何かアクションを起こしたかったという。被災者の一時避難施設となっていたさいたまスーパーアリーナへ行き衣類などの物資を届け、炊き出しボランティアに参加した。ボランティア活動をしながら仲間でありMAJIOR MUSIC名義でプロデュースにも参加しているSEEDAに楽曲制作の声をかけ、共鳴したHirOshimaとSEEDAはその後2人でKREVAのもとを訪れ、KREVAはすぐに承諾。この時点でHirOshimaが制作したトラックには"HOPE"のタイトルが付けられた。
承諾後にすぐSEEDA、KREVA、HirOshimaの3人で人集めなど具体的な話が行われた。参加アーティストの選定について3人それぞれが誰に声をかけるか、誰に声をかけたらチャリティ・ソングとして意義のあるものが作れるのかなどを考えたという。曲がどれだけ長くなってもいいので、最低でも一人8小節は歌わせるなどという話も行われたという。HirOshimaがChe'NellとKaribelに、KREVAが後藤正文、Mummy-D&宇多丸、三浦大知に、SEEDAがlecca、KOJOE、EMI MARIA、被災地である仙台在住のTENZANに声をかけMAJOR MUSIC以外に総勢12人のアーティストが集結した。ラッパーやR&Bシンガーが多数を占めているが、違うフィールドにいる人にも声をかけた方がよりインパクトのある曲になるとKREVAは考え、真っ先に浮かんだ後藤正文も参加している。 
楽曲は3バージョン制作された。KREVAチームによるバージョン、SEEDAチームによるバージョン、それをひとつにまとめたAll Castバージョンの3つである。レコーディングは同年4月〜5月にかけて行われた。夏にリリースする計画もあったが、冬のリリースとなった。
音源制作に関わったKREVAのクリエイティブチームでもあるレコーディング＆MIXエンジニアのGM-KAZ、ニューヨークのマスタリングエンジニアのクリス・ゲーリンガー及び所属会社スターリングサウンドもこのHOPEプロジェクトチームに共感しており、本作品にチャリティレコーディング / マスタリングという形で参加するなど、音源制作に関わる全てのことが無償で行われた。

## 収録曲
| #  | タイトル                                                                                             | 作詞 | 作曲 |
| -- | --- | --- | --- |
| 1. | 「H♥PE All Cast ver.」                                                                               | KREVA, 後藤正文, 三浦大知, Mummy-D, 宇多丸, SEEDA, KOJOE, lecca, TENZAN, EMI MARIA, Bastiany & HirOshima | KREVA, 後藤正文, 三浦大知, Mummy-D, 宇多丸, SEEDA, KOJOE, lecca, TENZAN, EMI MARIA, Bastiany & HirOshima |
| 2. | 「H♥PE KREVA Teame ver.」(KREVA, 後藤正文, 三浦大知, Mummy-D, 宇多丸, Che'Nell, EMI MARIA, Karibel)  | | |
| 3. | 「H♥PE SEEDA Team ver.」(SEEDA, TENZAN, KOJOE, KREVA, lecca, Che'Nell, EMI MARIA, karibel, 三浦大知) | | |
| 4. | 「H♥PE [ INSTRUMENTAL ]」                                                                            | | |

- Produced by MAJOR MUSIC a.k.a. HirOshima & Bastiany
- Co-Produced by KREVA

## 参加ミュージシャン
- KREVA
- 後藤正文(ASIAN KUNG-FU GENERATION)
- Mummy-D&宇多丸(RHYMESTER)
- 三浦大知
- SEEDA
- EMI MARIA
- KOJOE
- lecca
- TENZAN
- Che'Nell
- Karibel